# Conferință de presă
Conferința de presă este o întâlnire organizată, în cadrul căreia o personalitate a vieții politice, sociale, culturale etc. sau purtătorul de cuvânt al unei organizații sau al unei persoane aflate în atenția presei face o expunere, dă declarații, furnizează informații și răspunde întrebărilor jurnaliștilor.
O conferință de presă reprezintă și o tehnică de comunicare directă a unei firme, care necesita o logistică și un buget corespunzător, o pregătire minuțioasă (invitații, materiale documentare, protocol etc.), aflate în sarcina unui specialist numit responsabil pentru relațiile cu presa. De regulă, cu această ocazie se înmânează reprezentanților presei și o mapă pentru presă (numită și dosar de presă sau kit pentru presă) care cuprinde o colecție de documente care transmit către mass-media informații cheie corecte și la zi privind activitatea firmei.
Pentru a-și atinge scopul, prin prezența tuturor reprezentanților presei care au fost invitați, o conferință de presă va fi organizată la începutul săptămânii (până joi), între orele 10-17 (niciodată dimineața sau seara sau în zile de sărbătoare, ca Sfintele Paști, Crăciun etc.).
Tehnica de comunicare, asemănătoare cu o conferință de presă, în care se supune atenției un singur subiect poartă denumirea de briefing de presă.